# Belricetto
Belricetto (Belrizèt in romagnolo) è una frazione del comune di Lugo, da cui dista 8,5 km.
Il centro del paese si trova ai lati della via Fiumazzo, ma il territorio si estende nelle campagne circostanti.
L'etimologia del nome è incerta: una versione la lega al fatto che il luogo rimase per secoli parte della valle Padusa.

## Monumenti
Vi si trovano alcuni edifici di particolare interesse quali la Villa Camerini, Villa Ortolani, la Casa del Guardiano della Valle e la Chiesa del Sacro Cuore del Bambin Gesù (risalente al XVII secolo).

La parrocchia di Belricetto, intitolata al Sacro Cuore di Gesù, conta 445 abitanti ed è compresa nella Diocesi di Imola.

## Società
La popolazione è generalmente costituita da residenti "storici", ma vi sono anche persone che si sono trasferite da paesi più grandi (Conselice dista 9 km, Fusignano 7 km) che hanno scelto di vivere in campagna per la migliore qualità della vita.

## Economia
Una porzione consistente del territorio è dedicata a coltivazioni di ortaggi, cereali e frutteti e ospita vitigni di un certo pregio (tra cui il vino omonimo).